# Joanie Laurer da superstar del wrestling a Principessa Guerriera
Joanie Laurer da superstar del wrestling a Principessa Guerriera (Joanie Laurer: Nude Wrestling Superstar to Warrior Princess) è un documentario biografico del 2001, incentrato nel servizio fotografico sul set di Playboy dall'ex wrestler Joanie Laurer, meglio conosciuta come Chyna.

## Trama
Il documentario analizza il servizio fotografico sul set di Playboy di Joanie Laurer dalla durata di quattro giorni.
Laurer parla della sua esperienza sul set, le sue sensazioni e di come ciò l'abbia fatta sentire una principessa guerriera e posa sul set con vari vestiti a tema in base al servizio fotografico: Il primo giorno con un vestito di pelle nera che esaltava il personaggio di una guerriera, il secondo con una frusta e pelle nera nel ruolo di "Mistress Joanie", una dominatrice, mentre nel terzo usa pelliccia e una spada per esaltare la figura della principessa medievale e l'ultimo giorno nel precedente ruolo di dominatrice con un vestito di pelle più succinto.
Inoltre nel documentario vengono mostrati i dietro le quinte del set.